# Ульссон, Юнас (футболист, 1994)
Юнас Хельмер Ульссон (швед.  Jonas Helmer Olsson; род. 14 сентября 1994) — шведский футболист, вратарь «Сундсвалля».

## Клубная карьера
Начал заниматься футболом в «Норртелье», откуда затем перешёл в юношескую систему АИК. На взрослом уровне выступал за «Фрей» и «Соллентуну». 
В декабре 2019 года перешёл в «Броммапойкарну». Дебютировал за клуб 24 февраля 2020 года в групповом этапе кубка страны против «Сундсвалля». В 2021 году принял участие в 27 матчах, 17 из которых провёл на ноль, пропустив всего 18 мячей. По итогам сезона был признан лучшим вратарём первого дивизиона, чем помог команде выйти в Суперэттан. В следующем сезоне вместе с командой занял первое место в турнирной таблице и вышел в Алльсвенскан. По окончании контракта покинул «Броммапойкарну».
В конце января 2023 года перешёл в «Дегерфорс», с которым подписал контракт, рассчитанный на два года. В его составе 20 мая дебютировал в чемпионате Швеции во встрече с АИК, выйдя на поле в стартовом составе. По итогам сезона клуб занял последнюю строчку в турнирной таблице и вылетел в Суперэттан.
28 ноября 2023 года перешёл в «Сундсвалль», с которым заключил трёхлетнее соглашение.

## Достижения
Броммапойкарна:
- Победитель Суперэттана: 2022